# Таутологија (реторика)
Таутологија у реторичком смислу представља сувишно понављање неког става или тврдње, или исказивање истог појма другим речима, да би се слушалац убедио у истинитост тврдње, иако без стварних аргумената. Настала је од грчке ријечи ταυτολογία, која се код старих Грка користила на идентичан начин као данас, нпр. у аналогији са чувеним геслом Гебелса, Хитлеровог шефа пропаганде: „сто пута изречена лаж постаје истина“.
Почев од 19. века, данас се реч таутологија користи највише у математичкој логици, као појам који означава ваљану исказну формулу.